# Татарская Тавла
Татарская Тавла — село, центр сельской администрации в Лямбирском районе. Население 806 чел. (2001), в основном татары.

## География
Расположена на р. Елшанке, в 21 км от районного центра и 7 км от железнодорожной станции Большая Елховка. 

## Этимология
Название-характеристика: от тюрк. таула «гористый, холмистый» (либо изобилие чего то), определение указывает на этнический состав населения. 

## История
Образована служилыми мурзами, несшими государственную службу на Атемарской засечной черте и переселенцами из с. Подлесная Тавла предположительно в 1-й половине 17 в.; впервые упоминается в «Атемарской десятне 1679—1680 году». По ландратской переписи 1716 г., в Татарской Тавле был 51 двор (434 чел.); в 1816 г. — 68 дворов (335 чел.). В «Списке населённых мест Пензенской губернии» (1869) Татарской Тавле — деревня казённая из 87 дворов (648 чел.) Саранского уезда; действовала мечеть. По подворной переписи 1913 г., в Татарской Тавле насчитывалось 218 дворов (1 448 чел.); имелись 3 татарские школы, хлебозапасный магазин, ветряная мельница, пожарная машина, маслобойка, 6 лавок. В 1917 г. в селе было 233 двора (1 541 чел.); 1930 г. — 344 двора (2 611 чел.). В 1927 г. была создана СХА «Интернационал», в 1929 г. — колхозы «Кзыл Юлдуз» («Красная Звезда») и им. Ворошилова, с 1931 г. — объединённое хозяйство им. Молотова, в конце 1930-х гг. — им. Ворошилова, с 1957 г. — укрупнённый колхоз, который под руководством Айсы Хайрулловича Юсупова добивался наилучших показателей (имелся водопровод, функционировали радиоузел, столовая, фельдшерско — акушерский пункт, клуб), с 1973 г. — совхоз им. Чапаева, с 1988 г. — «Татарско-Тавлинский», с 2003 г. — МУП «Татарско-Тавлинское». 

## Инфраструктура
В современном селе — средняя школа, библиотека, клуб, медпункт.

## Население
| 2002 | 2010 | 2012 | 2013 | 2014 | 2015 | 2016 |
| ---- | ---- | ---- | ---- | ---- | ---- | ---- |
| 806  | ↘794 | ↗805 | ↗808 | ↗835 | ↗857 | ↗861 |
| 2017 | 2018 | 2019 | 2020 | 2021 |      |      |
| ↘857 | ↘839 | ↘830 | ↗831 | ↘777 |      |      |

## Религия
Мечеть
- Мечеть

## Известные уроженцы, жители
Татарская Тавла — родина археографа С. А. Алимова, журналиста И. Д. Биккинина, борца К. А. Халилова.